# Саспенс
Саспе́нс (англ. suspénse — невизначеність, неспокій, тривога очікування, призупинення; від лат. suspendere — підвішувати) у сенсі Альфреда Гічкока у кінематографі один з методів, інструмент драматургії для руху сюжету, що створює атмосферу тривожної невизначеності, напруженого очікування, острах невідомого, передчуття чогось жахливого.
Саспенс використовується як важливий прийом драматургії не тільки у кіно, а у виставах, художніх творах, але особливо притаманний детективам, трилерам, фільмам жаху. Атмосфера саспенсу створюється поєднанням різних прийомів, зокрема особливостями знімання (незвичні кути, ефект «підглядання»), музикою та звуками (нервовий, розірваний ритм, незвичні інструменти, шуми), антуражем кадру (незвичність оточення, підкреслення тривожних деталей), а також грою акторів і режисурою. У значній частині творів саспенс-сцени передують скримеру.
Майстром саспенсу, окрім Альфреда Гічкока, вважається також італійський кінорежисер Мікеланджело Антоніоні.